# 亚藏隙蛛
亚藏隙蛛（学名：Coelotes subtitanus）为一種屬於暗蛛科隙蛛属的动物。在中国大陆，分布于西藏等地。该物种的模式产地在西藏。